# 扣河子镇
扣河子镇，是中华人民共和国内蒙古自治区通辽市库伦旗下辖的一个乡镇级行政单位。

## 行政区划
扣河子镇下辖以下地区：
扣河子村、酒局子村、白家湾子村、双庙村、丁家杖子村、先进村、烧锅地村、四家子村、喇嘛稿村、莱草洼村、平房村、秦家沟村、兴发村、韩家杖子村、解家杖子村、五星村、西下沟村、达录山村、牛古图村、苇子沟村、平安村、罗家杖子村和簸箕村。